# Safarbek Malsagow

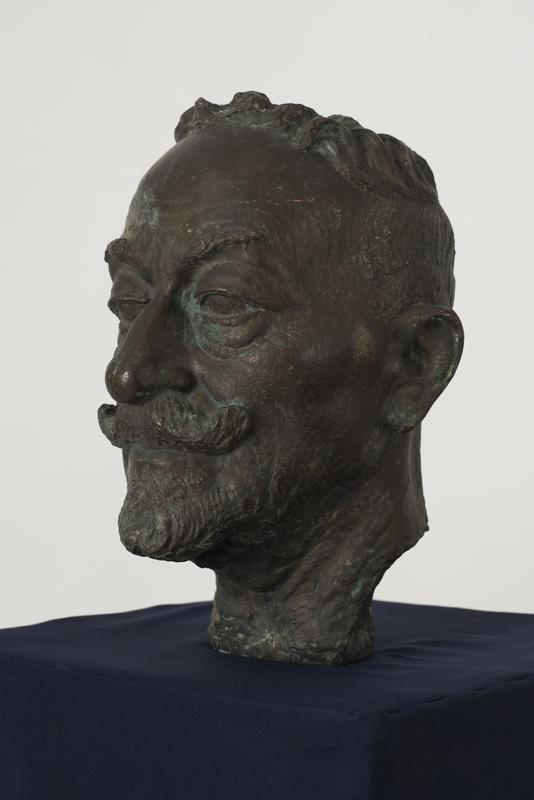
Generał Safar Malsak-Bej (autor: Alfons Karny)

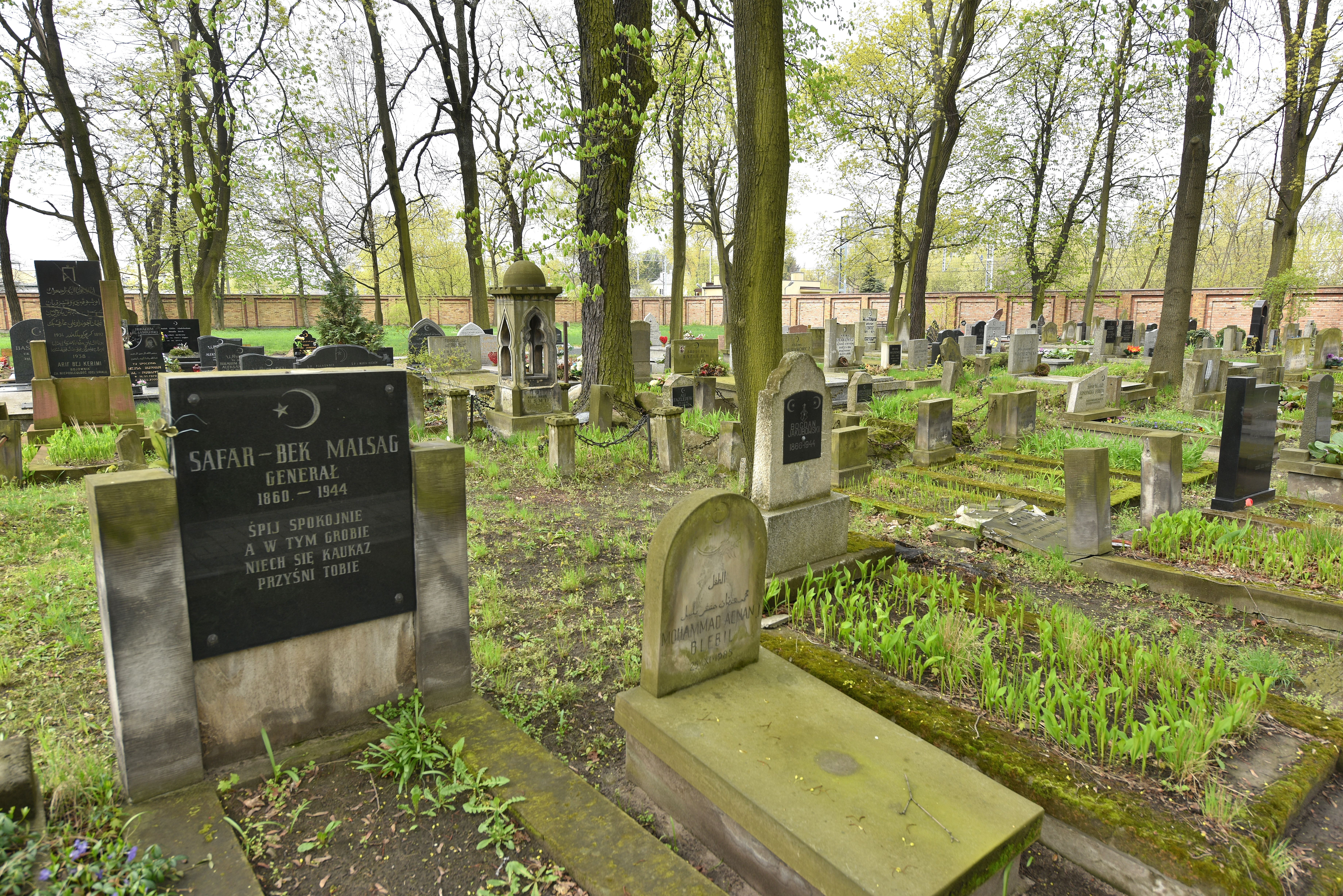
Grób generała na Muzułmańskim Cmentarzu Tatarskim w Warszawie

Safarbek Towsaltanowicz Malsagow, Safar-Bek Malsag, ros. Сафарбек Товсолтанович Мальсагов (ur. 14 lipca?/26 lipca 1868 we Władykaukazie, zm. w 1944 w Warszawie) – rosyjski generał, emigracyjny działacz społeczny w okresie międzywojennym i podczas II wojny światowej

## Życiorys
Był z pochodzenia Inguszem. Ukończył szkołę realną we Władykaukazie. W 1885 r. wstąpił do armii rosyjskiej. Służył w 45 Dragońskim Pułku Siewierskim. Rok później odkomenderowano go do junkierskiej szkoły kawaleryjskiej w Jelizawetgradzie. Po jego ukończeniu służył jako junkier w 9 Dragońskim Pułku Jelizawetgradzkim. Następnie został porucznikiem w Dagestańskim Pułku Kawalerii. Objął dowodzenie sotnią i został przewodniczącym pułkowego sądu polowego. W 1904 r. został awansowany do stopnia podpułkownika. Od 1907 r. był zastępcą dowódcy Dagestańskiego Pułku Kawalerii. 
W 1909 r. awansował na pułkownika. Od 1911 r. dowodził Osetyjskim Dywizjonem Kawalerii 3 Kaukaskiej Dywizji Kozackiej. Brał udział w I wojnie światowej. Walczył na froncie południowo-wschodnim. Na pocz. 1915 r. objął dowodzenie 1 Dagestańskiego Pułku Kawalerii. W sierpniu tego roku został odznaczony Orderem Św. Włodzimierza 4 klasy. Na przełomie 1915/1916 r. czasowo dowodził 2 Brygadą Kawalerii 3 Kaukaskiej Dywizji Kozackiej. W poł. 1916 r. został generałem majorem. Pod koniec 1916 r. objął dowodzenie 1 Brygady Kawalerii 3 Kaukaskiej Dywizji Kozackiej, zaś wiosną 1917 r. grupy bojowej złożonej z jego brygady, trzech pułków strzeleckich, Osetyjskiej Brygady Pieszej i dywizjonu artylerii. 
Latem 1918 r. powrócił na północny Kaukaz, gdzie przystąpił do formowanej przez gen. Antona Denikina Armii Ochotniczej. Od wiosny 1919 r. pełnił funkcję komendanta wojskowego Inguszetii. Po wybuchu powstania antydenikinowskiego latem 1919 r., odszedł do rezerwy. W 1920 r. udał się na emigrację. Zamieszkał we Francji. Pracował w Paryżu jako zwykły robotnik w zakładach włókienniczych. W 1937 r. przeniósł się do Polski. Zaangażował się w działalność Międzynarodowego Czerwonego Krzyża. 
Po zaatakowaniu ZSRR przez wojska niemieckie 22 czerwca 1941 r., objeżdżał wraz z innymi emigracyjnymi działaczami północnokaukaskimi obozy jenieckie, doprowadzając do uwalniania czerwonoarmistów pochodzących z północnego Kaukazu. Od końca 1943 r. współpracował z Północnokaukaskim Komitetem Narodowym z siedzibą w Berlinie. Jednocześnie od samego początku wojny starał się jak najbardziej odżegnywać od współdziałania z Niemcami.
Został pochowany na Muzułmańskim Cmentarzu Tatarskim w Warszawie.